# Marija Vukanović
Marija Vukanović (srbsko Марија Вукановић, češko Marie Srbská) je bila srbska princesa in češka vojvodinja, hčerka raškega velikega župana Uroša I. in žena vojvode Konrada II. Znojmskega, * 12. stoletje, † po 1189.

## Življenje
Ime njene matere ni znano, čeprav se v nekaterih srbskih rodovnikih omenja francoska princesa Ana ali Katarina. Zahodni viri matere ne omenjajo. Njeni sorojenci so bili kasnejši veliki župan Uroš II. Primislav, ogrski ban, palatin in raški veliki župan Beloš Vukanović, Desa in ogrska kraljica Jelena (Helena) Vukanović. Helenin in Belošev položaj in vpliv na Ogrskem so vplivali na češkega vojvodo Sobĕslava I. (1125—1140), da je organiziral Marijino poroko s Konradom II. Znojmskim. Po enem od zapisov je bila poroka dogovorjena  leta 1134 in sklenjena verjetno junija istega leta.
Konrad II je v okviru poročnih praznovanj ukazal dograditi in poslikati rotundo svete Katarine v Znojmu, kar dokazuje ohranjen napis v latinščini. Med portreti přemyslidskih vojvod na vhodu v apsido sta tudi Marija in Konrad.

## Otroci
Marija in Konrad sta imela nejmanj tri otroke:
- Ernesta (umrl 1156),
- Konrada II. Otona, kneza Znojma (1177—1182), moravskega mejnega grofa (1182—1186) in češkega vojvoda (1189—1191) in
- Heleno Znojmsko, soprogo poljskega vojvode Kazimirja II. in poljsko vojvodinjo.

Marija je umrla neznano kdaj, vendar po letu 1189.